# Copa del Món de futbol sub-17 de 2013
La Copa del Món de futbol sub-17 de 2013 (en àrab: 2013 تحت 17 سنة FIFA كأس العالم) fou la quinzena edició de la Copa del Món de futbol sub-17, organitzada per la FIFA. Es disputà als Emirats Àrabs Units entre el 17 d'octubre i el 8 de novembre. Al torneig hi podien participar futbolistes nascuts després de l'1 de gener de 1996.
Nigèria va guanyar el torneig després de derrotar la selecció de Mèxic per 3–0 a la final, reclamant així el quart títol del país. Suècia va guanyar el bronze amb una victòria per 4–1 sobre l'Argentina en el partit de play-off pel tercer lloc.

## Candidatures
Hi va haver dues candidatures oficials.
- Emirats Àrabs Units
- Ghana

## Estadis
| Ciutat         | Estadi                              | Capacitat |
| -------------- | ----------------------------------- | --------- |
| Dubai          | Estadi Al-Rashid                    | 18.000    |
| Ras al-Khaimah | Estadi Emirates Club                | 3.000     |
| Fujairah       | Estadi Fujairah Club                | 5.000     |
| Abu Dhabi      | Estadi Al Nahyan                    | 12.000    |
| Al-Ain         | Estadi Internacional Sheikh Khalifa | 16.000    |
| Xarjah         | Estadi de Xarjah                    | 12.000    |

## Classificació
| Confederació                                                   | Torneig classificatori                  | Classificats                                    |
| -------------------------------------------------------------- | --------------------------------------- | ----------------------------------------------- |
| AFC (Àsia)                                                     | Campionat Sub-16 de l'AFC de 2012       | Iran · Iraq · Japó · Uzbekistan                 |
| CAF (Àfrica)                                                   | Campionat Sub-17 d'Àfrica de 2013       | Costa d'Ivori · Marroc · Nigèria · Tunísia      |
| CONCACAF (Amèrica del Nord, incloent Centreamèrica i el Carib) | Campionat Sub-17 de la CONCACAF de 2013 | Canadà · Hondures · Mèxic · Panamà              |
| CONMEBOL (Amèrica del Sud)                                     | Campionat Sub-17 de la CONMEBOL de 2013 | Argentina · Brasil · Uruguai · Veneçuela        |
| OFC (Oceania)                                                  | Campionat Sub-17 de l'OFC de 2013       | Nova Zelanda                                    |
| UEFA (Europa)                                                  | Campionat Sub-17 de la UEFA de 2013     | Àustria · Eslovàquia · Itàlia · Rússia · Suècia |
| Amfitrió                                                       | Amfitrió                                | Emirats Àrabs Units                             |